# Цирк (селенография)

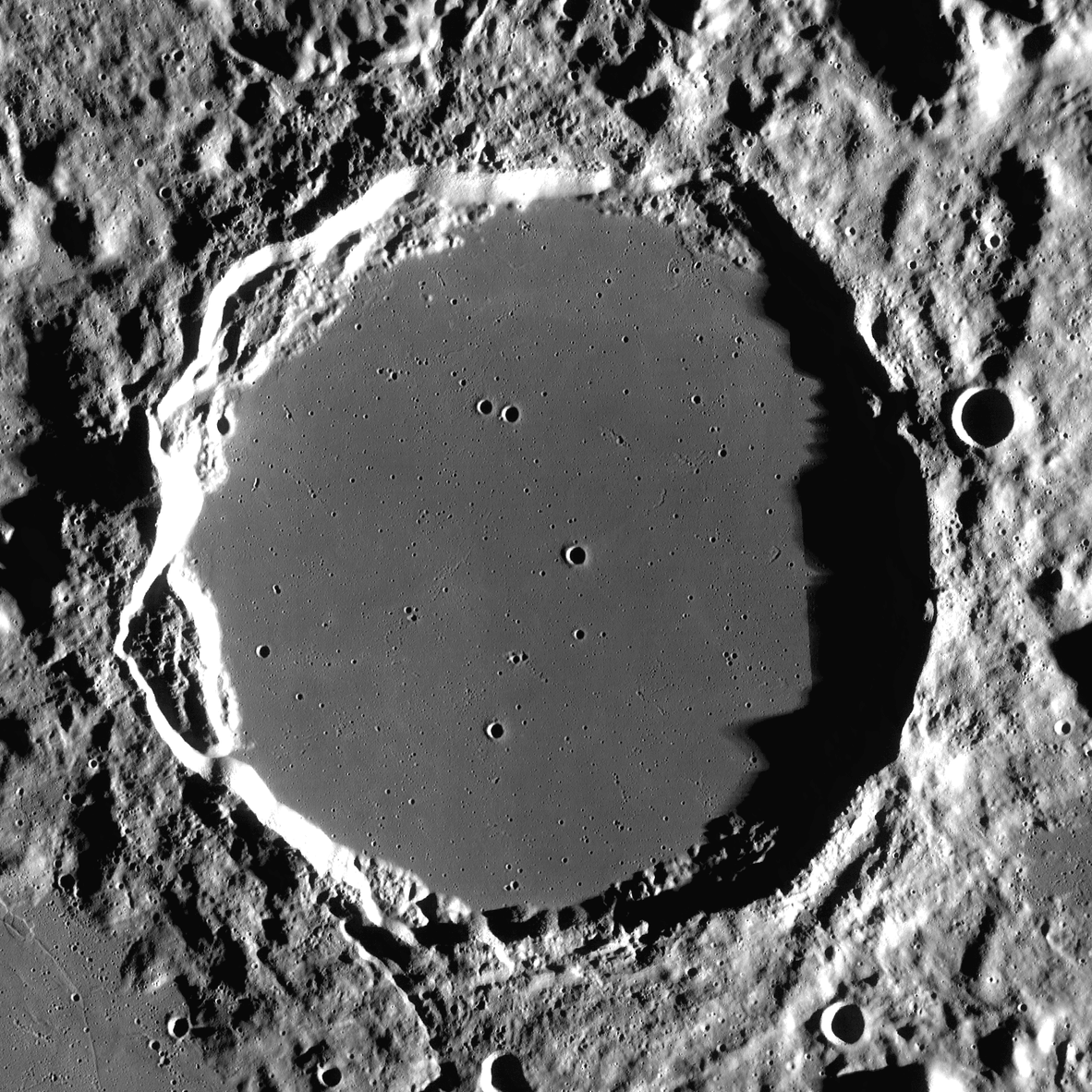
Кратер Платон с затопленным лавой дном — самый характерный пример цирка

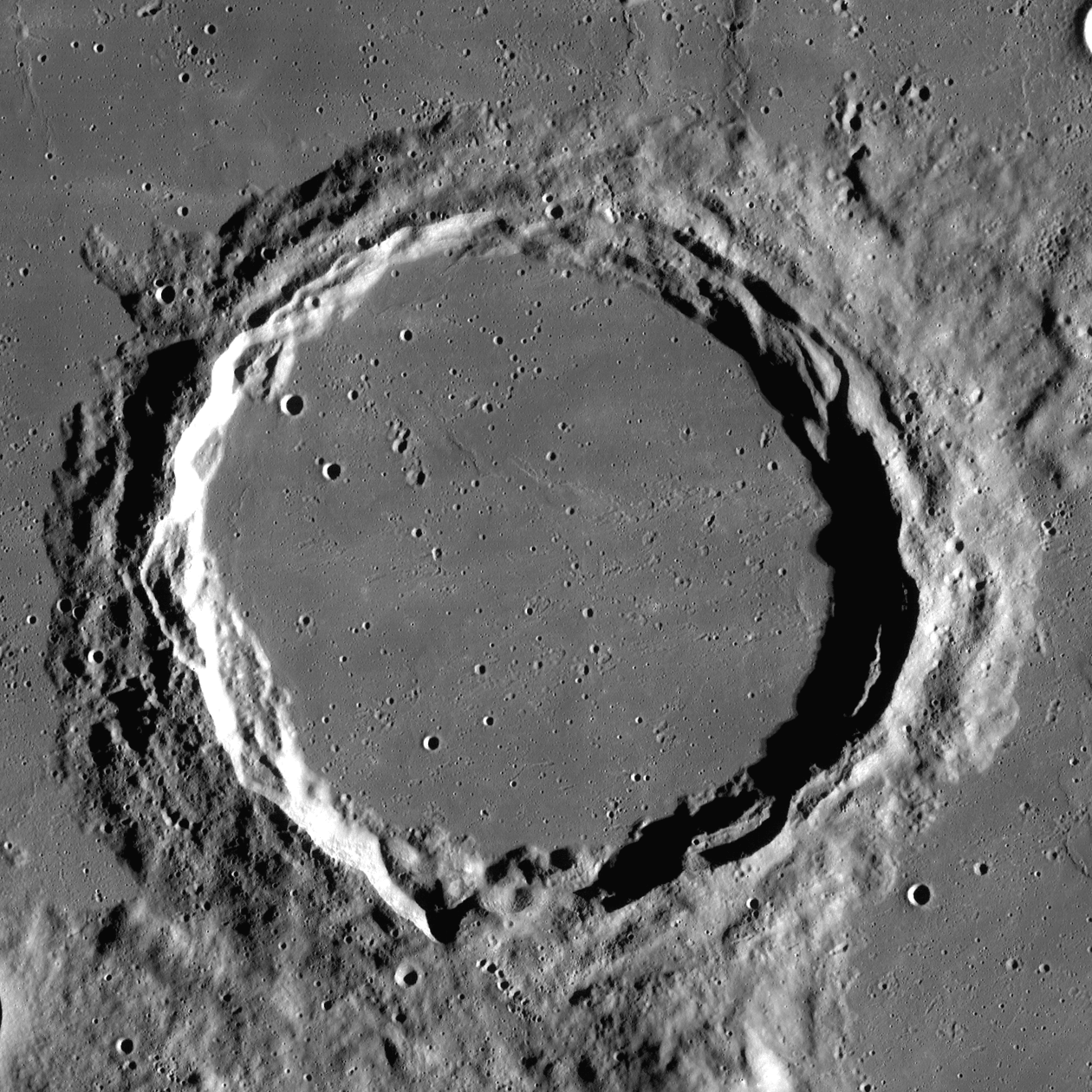
Цирк Архимед

Цирк (с лат. circus — «круг», «арена») — старое название лунных кратеров, имеющих плоское дно без центральной горки. Собственно кратерами тогда обычно называли лишь те круглые впадины, которые имеют горку. Некоторые авторы называли цирками все большие кратеры независимо от её наличия.
Центральной горки нет у многих лунных кратеров размером до 60 км, а также у больших кратеров, дно которых вместе с этой горкой затоплено лавой.
Как и почти все другие лунные кратеры, цирки имеют импактное происхождение.